# Wrestling Swordfish
Wrestling Swordfish er en amerikansk dokumentarisk kortfilm fra 1931. Filmen blev produceret af Mack Sennett og distribueret af Educational Film Exchanges. Filmen, der handler om en fiskers kamp med at få en sværdfisk halet ind, vandt en Oscar for bedste kortfilm (novelty). i 1932